# Urbanisme à Monaco

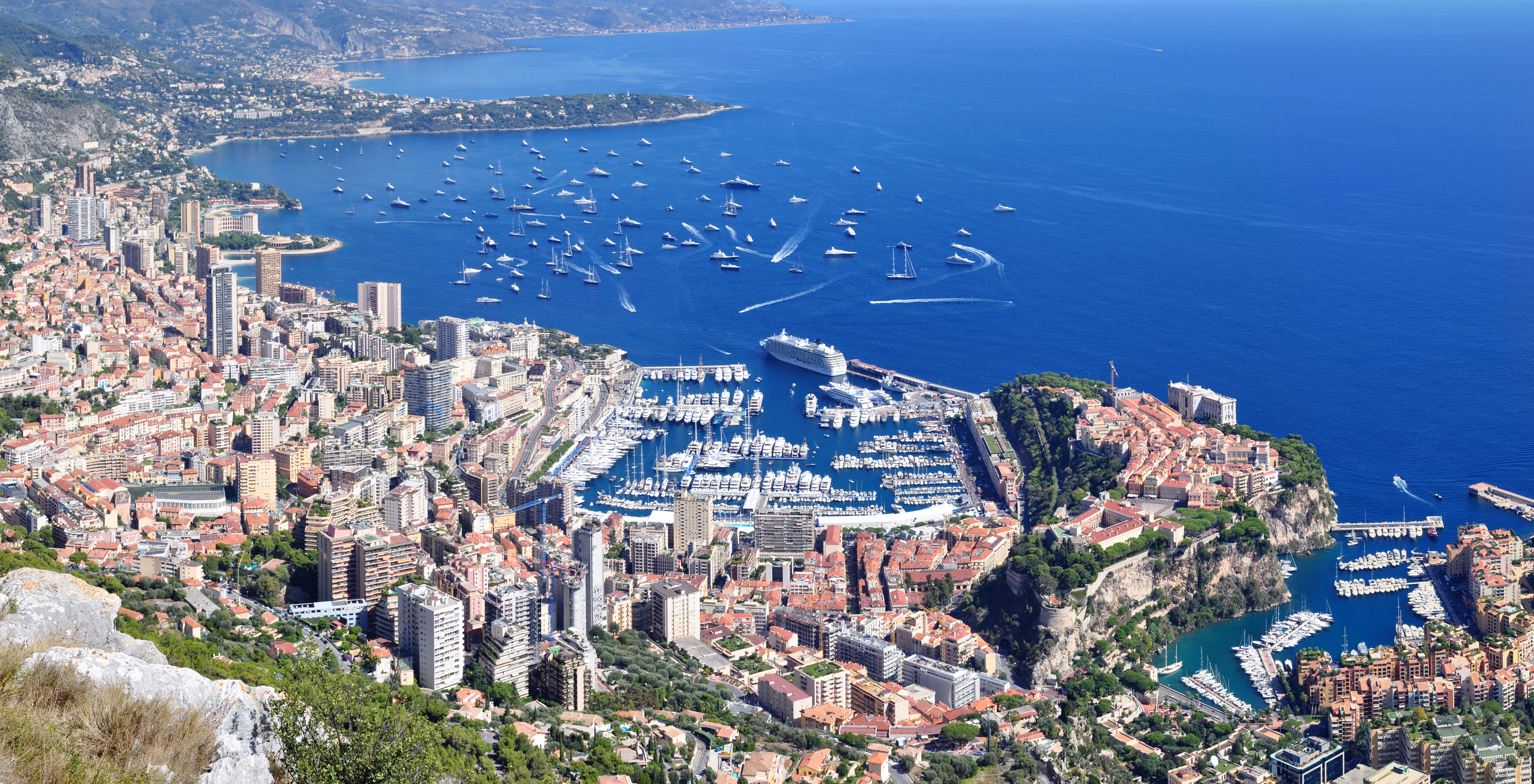
Monaco vu de La Turbie. De gauche à droite : Monte-Carlo, le port, le Rocher et Fontvieille.

La question de l'urbanisme à Monaco est une question politique majeure dans la principauté de Monaco, micro-État étendu sur une mince bande de côte de quatre kilomètres. 

## Stratégies

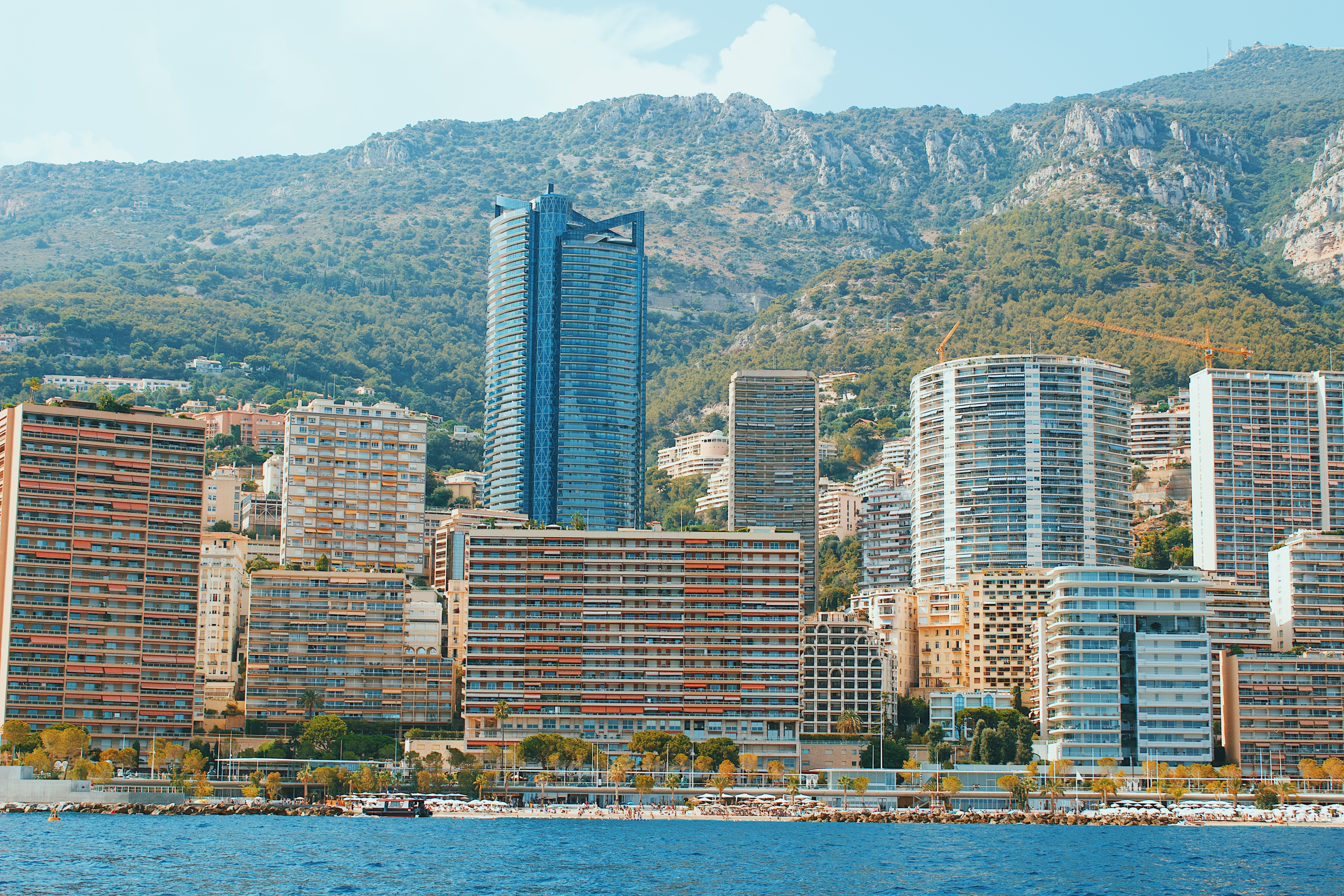
Vue des quartiers du Larvatto et de La Rousse.

En raison de l'exiguité et de l'espace très limité de la principauté, le développement économique et démographique crée une pression foncière importante. Afin de remédier à ces limites, la principauté a adopté une stratégie ambitieuse similaire à celle des Pays-Bas.

### Gain sur la mer
Le quartier de Fontvieille fut bâti par Rainier III. Il permit à Monaco de se doter d'un stade, le Stade Louis-II. 
Le prince Albert II entend construire sur la Méditerranée, en limitant les dégâts sur la faune marine.

## Réglementation
Une limite de hauteur fut fixée par le Prince Rainier III à cause des problèmes architecturaux[pas clair]. La Tour Odéon, achevée en 2015, est une exception avec ses 170 mètres.